# Seymour Hicks
Pour les articles homonymes, voir Hicks.
Seymour Hicks (Sir Edward Seymour Hicks, né le 30 janvier 1871 à Saint-Hélier (Jersey), mort le 6 avril 1949) est un acteur, chanteur de music hall, scénariste et producteur britannique.
Il s'est marié avec l'actrice Ellaline Terriss en 1893.

## Théâtre
- 1898-1899 : A Runaway Girl (livret)
- 1903 : The Earl and the Girl
- 1927 : The Matrimonial Bed

## Filmographie

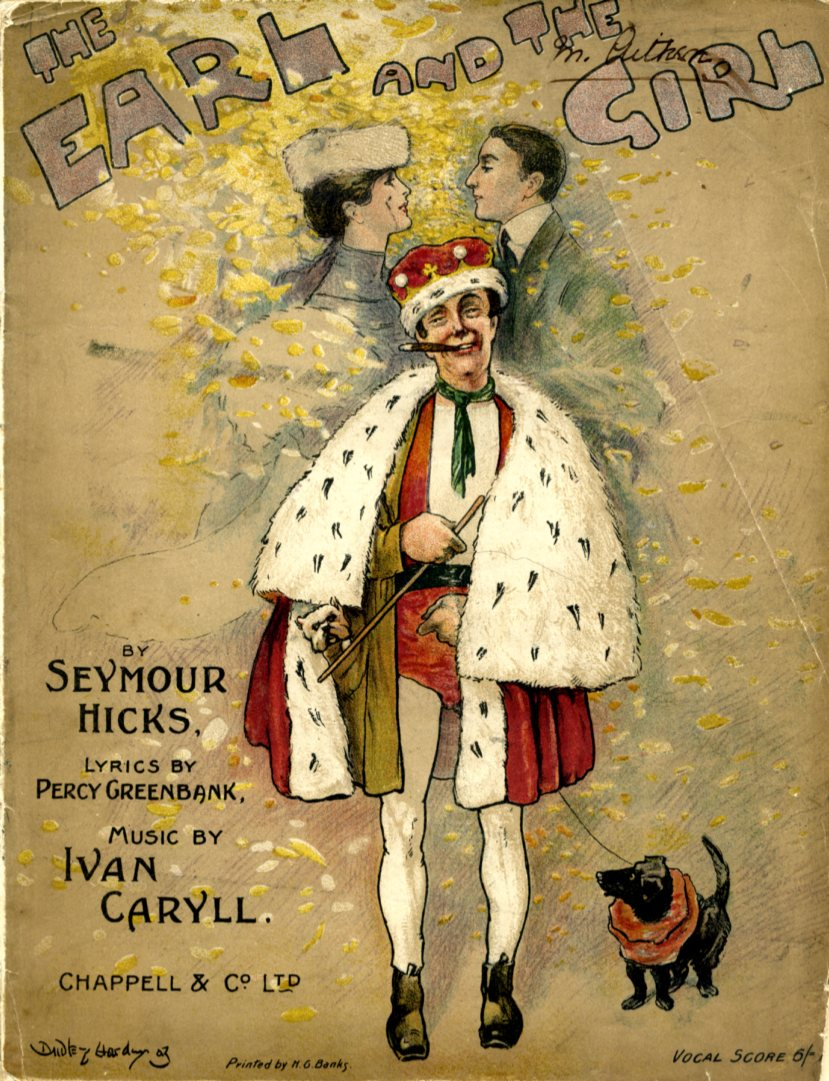
Affiche de The Earl and the Girl

- 1913 : Scrooge réalisé par Leedham Bantock
- 1918 : Sporting Life (scénariste)
- 1923 : Always Tell Your Wife coréalisé par Alfred Hitchcock
- 1925 : Sporting Life (scénariste)
- 1927 : Après la guerre
- 1932 : L'Amour et la Veine (Money for nothing)  (scénariste)
- 1935 : Scrooge
- 1939 : Me and My Girl
- 1940 : Busman's Honeymoon
- 1947 : Fame Is the Spur